# Gestor de cargas
Se define en España gestor de cargas a una empresa habilitada para la venta de electricidad destinada a la recarga de vehículos eléctricos.
La figura del gestor de carga fue derrogada en 2018.

## Normativa
La figura del gestor de cargas fue introducida por el RDL 6/2010 de 9 de abril como un agente del mercado eléctrico, definido de la siguiente manera:

Los gestores de cargas del sistema, que son aquellas sociedades mercantiles que, siendo consumidores, están habilitados para la reventa de energía eléctrica para servicios de recarga energética, así como para el almacenamiento de energía eléctrica para una mejor gestión del Sistema Eléctrico.
Real Decreto-ley 6/2010, de 9 de abril, de medidas para el impulso de la recuperación económica y el empleo.

La actividad de los gestores de cargas queda regulada en el Real Decreto 647/2011, de 9 de mayo. En dicha normativa están definidos sus derechos y obligaciones.
Al considerarse la figura del gestor de carga como excesivamente rígida y desincentivadora, el gobierno decide liberalizar la actividad de recarga eléctrica, eliminando la figura del gestor de cargas prevista en la Ley del Sector Eléctrico a través del RDL 15/2018.

### Alcance de los derechos
Los derechos definidos por la ley de un gestor de cargas son los siguientes:
- Actuar como agentes del mercado en el mercado de producción de electricidad. El gestor de cargas puede comprar la electricidad en el mercado diario al por mayor de España (OMIE), conocido popularmente como “pool”. Esto significa que puede conseguir un precio barato y variable a lo largo de las horas del día. En el año 2013 el precio media horario del pool fue de 5,2 c€/kWh.[4]
- Acceder a las redes de transporte y distribución en los términos previstos en la normativa. Un gestor de cargas puede utilizar las redes de distribución existentes y colocar puestos de recarga en los lugares que desee, como pueden ser junto a la vía pública, dentro de un centro comercial, un aparcamiento público, etc. La empresa distribuidora de la zona no puede negarle la acometida ni el suministro. Esto es muy importante para garantizar que haya libre competencia y que el sector de la recarga de los coches eléctricos no esté controlado por las grandes compañías eléctricas.
- Facturar y cobrar la energía entregada en la reventa para servicios de recarga energética para vehículos eléctricos. De acuerdo con dicha legislación, los gestores de cargas son los únicos consumidores que están habilitados para revender electricidad. Esto hace que la figura del gestor de cargas sea de una importancia fundamental en el desarrollo exitoso de la infraestructura de recarga para el vehículo eléctrico, ocupando un papel similar conceptualmente al de operador de telefonía móvil.

El precio de venta de la corriente eléctrica para recargas de coches eléctricos es libre. Entre los 5,2 c€/kWh que resultó de media en el pool en 2013 y los 17 c€/kWh a los que se vendió a una vivienda media en España hay un margen muy grande para que operen los gestores de cargas.
Los gestores de cargas son además los actores de la movilidad eléctrica que, en última instancia, se van a encargar de ofrecer servicios de carga en entornos públicos, ya sea por medio de iniciativas públicas o privadas, resolviendo además cuestiones fundamentales como son la tarificación, la localización y reserva previa de estaciones de carga y el uso de redes en itinerancia.

### Limitaciones
La actual regulación de los gestores de cargas les considera exclusivamente consumidores; pueden revender o almacenar energía procedente de la red. Sin embargo, no se contempla la opción de que estos efectúen devolución de energía desde los vehículos eléctricos a la red. Por lo tanto, queda excluida la opción de que los usuarios vendan energía desde sus baterías para ayudar a nivelar los picos de carga de la red eléctrica.